# Cristóbal Ramírez de Cartagena
Cristóbal Ramírez de Cartagena (? † Lima, 1594) va ser un llicenciat en lleis i polític espanyol que va estar provisionalment a càrrec del govern del Virregnat del Perú com a President de l'Audiència de Lima (1583-1585).

## Biografia
Va passar a Lima en ser nomenat Relator de la Reial Audiència. Com encara no s'havia dictat cap reglament orgànic d'aquesta institució, va formar un registre de les ordenances que la regien.
Comparèixer davant el Judici de residència a què van ser sotmesos els magistrats i funcionaris de l'Audiència el 1560, durant el govern del Virrei Comte de Nieva, i no obstant a certes malvolences, va quedar exonerat de qualsevol càrrec.
Va ser traslladat a la Reial Audiència de Quito com a President el 1567, però aviat va quedar suprimida la seva plaça i es va disposar que tornés a Lima com a fiscal el 1568. Promogut al càrrec de President (13 de desembre de 1573), va adoptar una actitud prudent en les relacions que l'Audiència va mantenir amb el virrei Francisco de Toledo, però va protestar davant el Rei quan aquest virrei va clausurar el Col·legi dels jesuïtes el 1579.
En aquells dies, va haver d'entaular judici de residència al President Pedro Sánchez de Paredes per haver casat el seu fill de tres anys amb una nena de nou, que era la filla única d'un ric ordinari. Va advocar també en favor de l'establiment del Tribunal del Consolat.
Ja era President de l'Audiència, en el moment de morir el Virrei Martín Enríquez de Almansa, de manera que va haver d'assumir el govern del Virregnat del Perú, el 9 de març de 1583, càrrec que va exercir fins a l'arribada del Virrei Comte de Villardompardo, l'11 de novembre de 1585.

## Govern de l'Audiència (1583-1585)
El govern de l'Audiència de Lima presidit pel seu president degà Cristóbal Ramírez de Cartagena i l'autoritat abastava els territoris de les Audiències de Quito, Charcas i Panamà, es va desenvolupar no sense cap oposició de la de Charcas, els membres adduïen que no estaven subjectes a la seva jurisdicció. El mateix Rei va haver d'enviar noves cèdules per deixar en clar la subjecció d'aquests organismes a l'Audiència de Lima.
Componien l'Audiència, a més del president, els doctors Martín López de Recalde i Francisco Arteaga de Mendiola, i el llicenciat Álvaro de Carvajal que feia de fiscal. Molt poc després es van incorporar Sr Alonso Criado de Castilla i el llicenciat Juan Baptista de Monzón.
No deixava de tenir els seus inconvenients que l'Audiència prengués al seu càrrec el govern, no només perquè els distreia de la seva principal ocupació, és a dir administrar justícia, sinó a més pels compromisos i vincles que els seus membres contreien en la provisió de càrrecs i corregiments. Es van atorgar càrrecs als que no convenien, i entre d'altres, es van assenyalar pel seu nepotisme el llicenciat Monzón, que després de l'arribada del virrei Comte de Villar va ser remès a Espanya.
Altres esdeveniments importants que van ocórrer durant aquest interregne van ser: 
- A causa de la iniciativa del Concili Limens convocat per l'Arquebisbe de Lima Toribio de Mogrovejo es va introduir la impremta a Lima, sent aquesta la primera d'Amèrica del Sud, ja que Mèxic ja gaudia d'aquest benefici des 1536. Per a tal efecte es va portar des de Mèxic a l'impressor torinès Antonio Ricardo. El primer imprès va ser una "Pragmàtica dels Deu dies de l'Any", estatut que imposava en els actes de la vida civil la correcció introduïda en el Calendari (reforma gregoriana). El segon va ser un llibre de catecisme acordat en el Concili per facilitar la tasca evangelitzadora: "Doctrina Christiana i Catecisme" (1584).
- Es va establir la Caixa de Censos d'Índies.